# Университет искусств Фолькванг
Университет искусств Фолькванг — академия искусств в Рурской области для изучения музыки, театра, танца, дизайна и искусства. Университет является одним из немногих в Германии, который сочетает в себе обучение исполнительскому и изобразительному искусству, а также искусствоведению. Имея по состоянию на 2020 г. около 1700 студентов, это вторая по величине художественная академия в Германии.
Ректорат университета находится в Эссене. Главное здание находится в бывшем монастыре Верден, а управление — в бывшем здании проектного отдела угольной шахты Цольверайн, входящем в список Всемирного наследия. Другие местоположения — Бохум, Дортмунд и Дуйсбург.

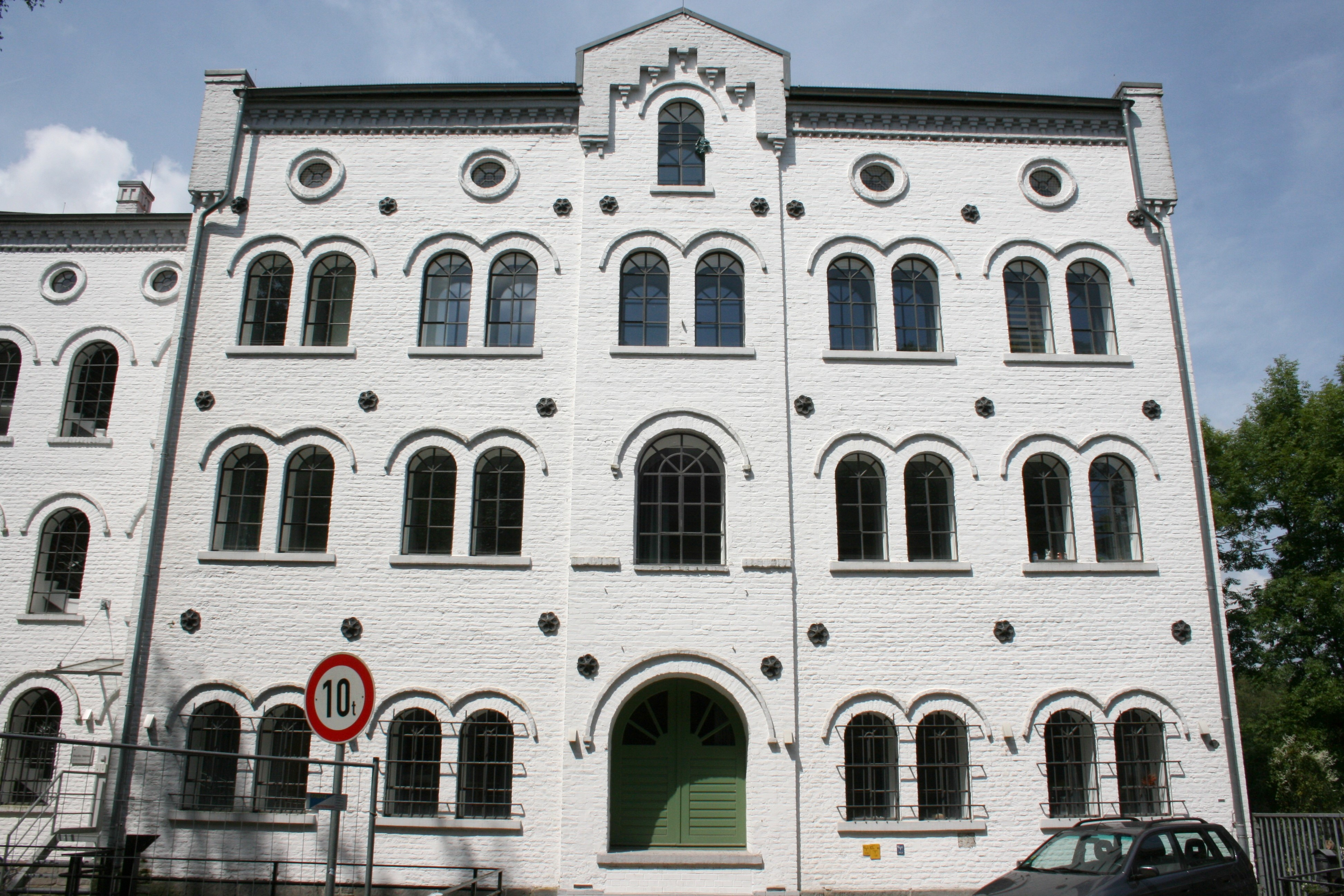
Белая мельница в Эссен-Вердене, классы для музыкального курса

## История

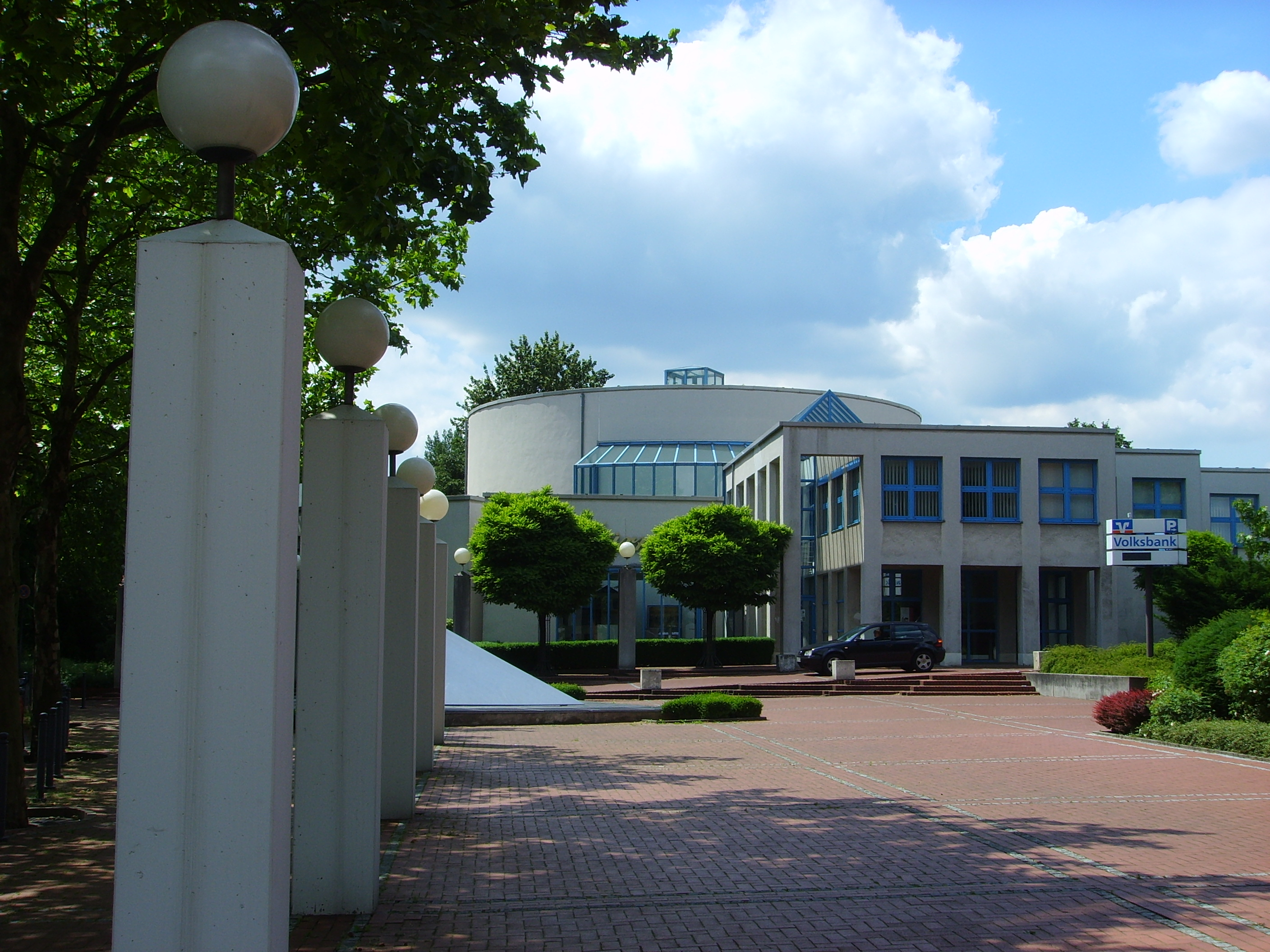
Театральный центр Фолькванг в центре Бохума, классы для театрального курса

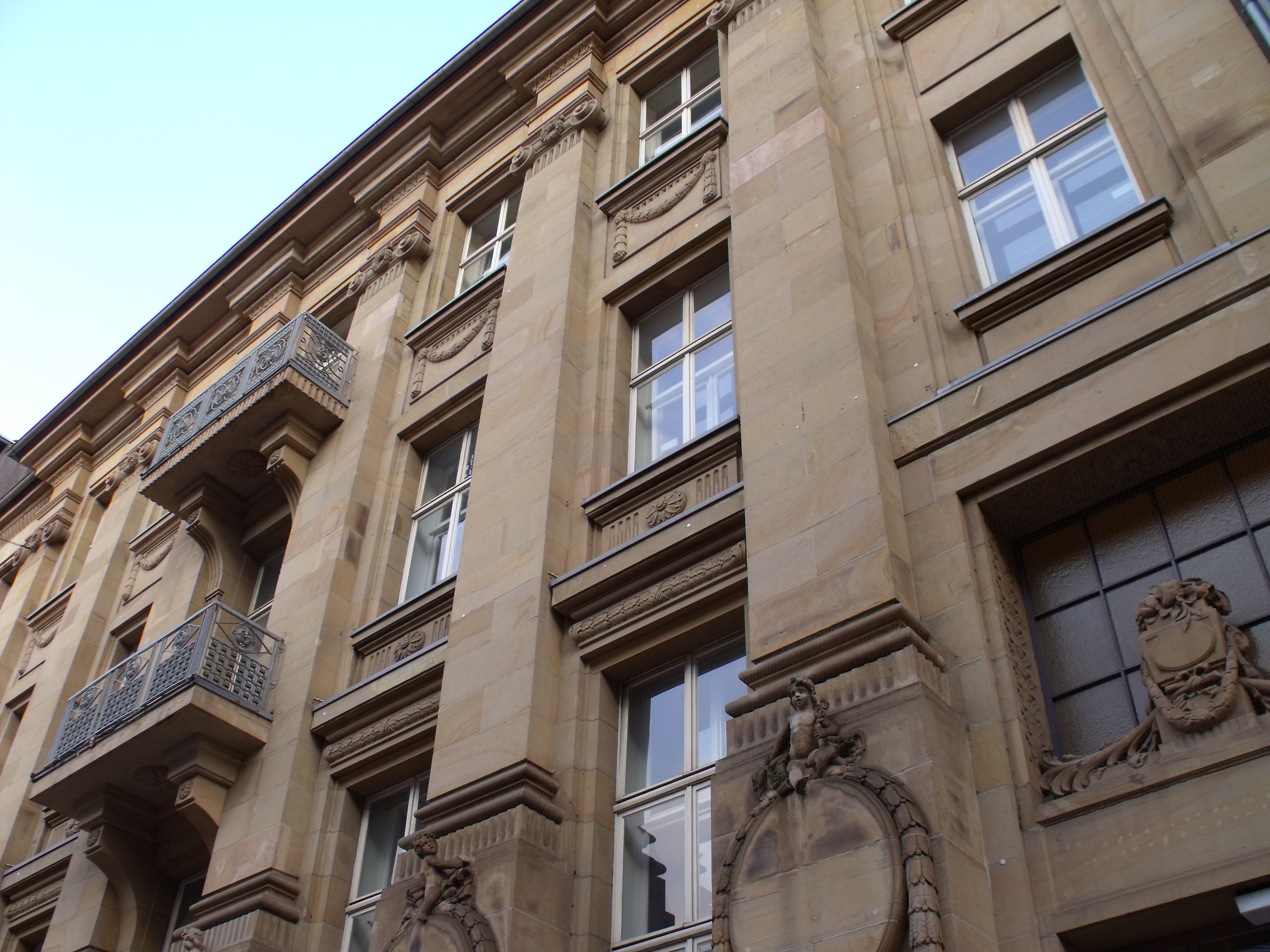
Здание кампуса Фолькванг в Дуйсбурге-Митте

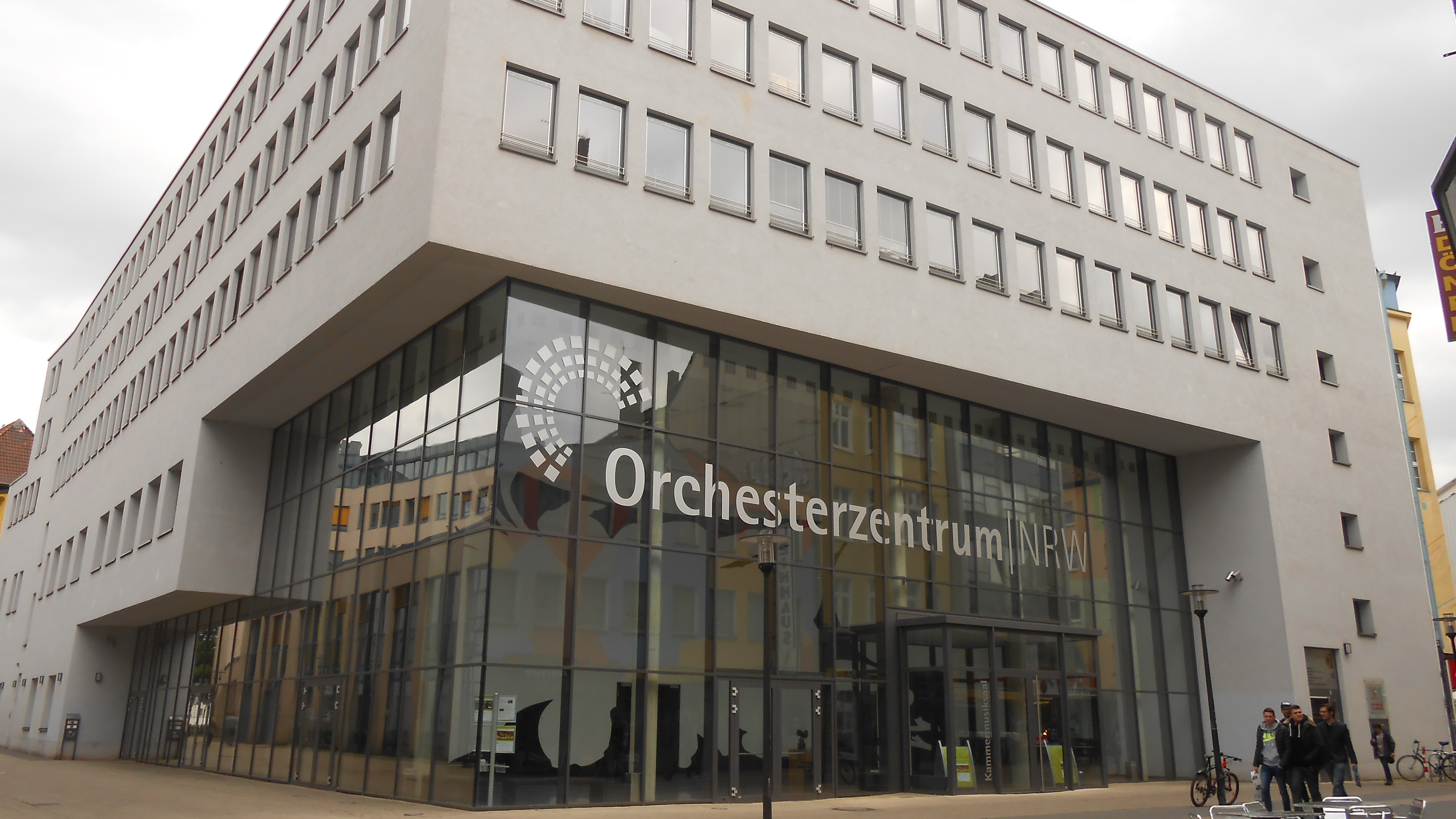
Оркестровый центр Северного Рейна-Вестфалии в Дортмунде

Сеть культурных учреждений «Фолькванг» восходит к коллекционеру произведений искусства Карлу Эрнсту Остхаусу (1874—1921). Название Фолькванг, заимствованное из скандинавской мифологии, происходит из Эдды и описывает жильё богини Фрейи. В 1902 году Остхаус основал Музей народного творчества в Хагене. Чтобы создать доступный для любого гражданина центр, директор музея Карл Вит, назначенный Остхаусом, спланировал музей с целью продвижения народного образования среди всех сословий. В 1919 году Остхаус основал издательство Фолькванг, а в 1921 году — школу, связанную с идеей музея, которая существовала недолго. Музейная коллекция Фолькванг была продана вскоре после смерти Остхауса в 1921 году из Хагена в Эссен, где музей продолжил существование под тем же названием.
В Эссене в 1927 году сценограф Хейн Хекрот, хореограф Курт Йосс и дирижёр Рудольф Шульц-Дорнбург основали Школу музыки, танца и речи Фолькванг, основанную на идее музея.
В 1963 году Школе Фолькванг был присвоен статус университета. В 1972 году кафедра дизайна была включена в недавно созданный Эссенский университет. Затем университет стал называться Музыкальной академией Фолькванг.
В начале XXI века, несколько художественных учебных центров в соседних городах слились с университетом. В 2000 году Вестфальская драматическая школа в Бохуме была принята в состав университета в качестве театральной кафедры. В 2002 году Государственный музыкальный университет Рура в Дуйсбурге присоединился к Университету Фолькванг, который, в свою очередь, возник в результате объединения Школы Фолькванг с Дуйсбургской консерваторией в 1972 году.

## Преподаватели
- Норберт Абельс, драматург
- Зиглинде Аренс, органистка
- Пина Бауш, танцор, хореограф (1940—2009)
- Герман Бауманн, валторнист
- Борис Блох, пианист
- Курт Йосс, танцор, хореограф (1901—1979)
- Фрэнк Ллойд, валторнист
- Кшиштоф Пендерецкий, композитор
- Дирк Райт, композитор, основатель и давний директор ICEM
- Поль Тортелье, виолончелист (1914—1990)
- Отто Штейнерт, фотография (1915—1978)
- Рита Штрайх, профессор пения (1920—1987)